# 平井卓郎
平井 卓郎（ひらい たくろう、1950年 -）は、日本の林学者。北海道大学名誉教授（農学博士）である。

## 経歴
- 東京生、都立秋川高校を経て1974年北海道大学農学部卒業
- 1980年度北海道大学農学部大学院修了
- 1986年度 – 1987年度: 北海道大学, 農学部, 助手[1]
- 1993年度 – 1998年度: 北海道大学, 農学部, 教授[1]
- 2000年度: 北海道大学, 大学院・農学研究科, 教授[1]
- 2003年度: 北海道大学, 大学院・工学研究科, 教授[1]
- 2003年度 – 2005年度: 北海道大学, 大学院・農学研究科, 教授[1]
- 2005年度: 北海道大学, 大学院農学研究科, 教授[1]
- 2006年度: 北海道大学, 大学院農学研究院, 教授[1]
- 2007年度 – 2012年度: 北海道大学, 大学院・農学研究院, 教授 2015年　定年退官

## 研究分野
林産学 / 林産科学・木質工学 / 木質科学

## 著書
『木質構造』2004年3月発行（東洋書店）ISBN	4885954975 宮澤健二、小松幸平との共著。

## 講演
「長寿命化リフォーム」技術セミナー　北海道住宅リフォーム推進協議会他多数

## その他
北海道大学のポプラ並木が倒れるなどの被害が出た2004年9月の台風においては平井を中心とするチームが並木の再生に取り組んだ。